# Campeonato Tocantinense de Futebol de 2004
O Campeonato Tocantinense de Futebol de 2004 foi a 12ª edição do Campeonato Tocantinense de Futebol.

## Participantes
Participaram do Campeonato Tocantinense de Futebol de 2004, as seguintes agremiações:
- Associação Atlética Alvorada, de Alvorada
- Araguaína Futebol e Regatas, de Araguaína
- Clube Atlético Tocantinense, de Palmas
- Colinas Esporte Clube, de Colinas do Tocantins
- Gurupi Esporte Clube, de Gurupi
- Intercap Esporte Clube, de Paraíso do Tocantins
- Interporto Futebol Clube, de Porto Nacional
- Palmas Futebol e Regatas, de Palmas
- Tocantinópolis Esporte Clube, de Tocantinópolis
- Tocantins Esporte Clube, de Miracema do Tocantins

## Premiação
| Campeonato Tocantinense de 2004 |
| ------------------------------- |
| PALMAS Campeão (4º título)      |